# Swiss Open Gstaad 2003 - Qualificazioni singolare
Le qualificazioni del singolare  dello  Swiss Open Gstaad 2003 sono state un torneo di tennis preliminare per accedere alla fase finale della manifestazione. I vincitori dell'ultimo turno sono entrati di diritto nel tabellone principale. In caso di ritiro di uno o più giocatori aventi diritto a questi sono subentrati i lucky loser, ossia i giocatori che hanno perso nell'ultimo turno ma che avevano una classifica più alta rispetto agli altri partecipanti che avevano comunque perso nel turno finale.
Le qualificazioni del torneo Swiss Open Gstaad 2003 prevedevano 32 partecipanti di cui 4 sono entrati nel tabellone principale.

## Teste di serie
1. Galo Blanco (Qualificato)
2. Attila Sávolt (ultimo turno)
3. Ramón Delgado (ultimo turno)
4. Marc López (Qualificato)

1. Giovanni Lapentti (ultimo turno)
2. Andrea Gaudenzi (secondo turno)
3. Petr Luxa (ultimo turno)
4. Philipp Kohlschreiber (Qualificato)

## Qualificati
1. Galo Blanco
2. Philipp Kohlschreiber

1. Hugo Armando
2. Marc López

## Tabellone

### Legenda
| - Q = Qualificato - WC = Wild card - LL = Lucky loser | - ALT = Alternate - SE = Special Exempt - PR = Protected Ranking | - w/o = Walkover - r = Ritirato - d = Squalificato |

### Sezione 1
|  | Primo turno         | Primo turno         | Primo turno         | Primo turno         | Primo turno |  |  | Secondo turno | Secondo turno       | Secondo turno       | Secondo turno     | Secondo turno |   |   | Ultimo turno | Ultimo turno | Ultimo turno | Ultimo turno | Ultimo turno |  |
|  |                     |                     |                     |                     |             |  |  |               |                     |                     |                   |               |   |   |              |              |              |              |              |  |
|  |                     |                     |                     |                     |             |  |  |               |                     |                     |                   |               |   |   |              |              |              |              |              |  |
|  |                     |                     |                     |                     |             |  |  | 1             | Galo Blanco         | Galo Blanco         | 6                 | 7             |   |   |              |              |              |              |              |  |
|  | Marc-Kevin Goellner | Marc-Kevin Goellner | Marc-Kevin Goellner | Marc-Kevin Goellner | 1           |  |  |               | Marc-Kevin Goellner | Marc-Kevin Goellner | 3                 | 5             |   |   |              |              |              |              |              |  |
|  | Teo Jaegersberg     | Teo Jaegersberg     | Teo Jaegersberg     | Teo Jaegersberg     | 0r          |  |  |               |                     |                     |                   |               |   |   | 1            | Galo Blanco  | 6            | 3            | 6            |  |
|  | Frank Moser         | Frank Moser         | Frank Moser         | 6                   | 7           |  |  |               |                     | 5                   | Giovanni Lapentti | 4             | 6 | 4 |              |              |              |              |              |  |
|  | Mohammed Fetov      | Mohammed Fetov      | Mohammed Fetov      | 4                   | 63          |  |  |               | Frank Moser         | Frank Moser         | 62                | 2             |   |   |              |              |              |              |              |  |
|  |                     |                     |                     |                     |             |  |  | 5             | Giovanni Lapentti   | Giovanni Lapentti   | 7                 | 6             |   |   |              |              |              |              |              |  |
|  |                     |                     |                     |                     |             |  |  |               |                     |                     |                   |               |   |   |              |              |              |              |              |  |

### Sezione 2
|  | Primo turno | Primo turno | Primo turno | Primo turno | Primo turno |  |  | Secondo turno | Secondo turno         | Secondo turno         | Secondo turno         | Secondo turno         |                       |     | Ultimo turno | Ultimo turno  | Ultimo turno  | Ultimo turno  | Ultimo turno |  |
|  |             |             |             |             |             |  |  |               |                       |                       |                       |                       |                       |     |              |               |               |               |              |  |
|  |             |             |             |             |             |  |  |               |                       |                       |                       |                       |                       |     |              |               |               |               |              |  |
|  |             |             |             |             |             |  |  | 2             | Attila Sávolt         | 65                    | 6                     | 6                     |                       |     |              |               |               |               |              |  |
|  |             |             |             |             |             |  |  |               | Diego del Río         | 7                     | 1                     | 1                     |                       |     |              |               |               |               |              |  |
|  |             |             |             |             |             |  |  |               |                       |                       |                       |                       |                       |     | 2            | Attila Sávolt | Attila Sávolt | Attila Sávolt |              |  |
|  |             |             |             |             |             |  |  |               |                       | 8                     | Philipp Kohlschreiber | Philipp Kohlschreiber | Philipp Kohlschreiber | W-O |              |               |               |               |              |  |
|  |             |             |             |             |             |  |  |               | František Čermák      | František Čermák      | 4                     | 2                     |                       |     |              |               |               |               |              |  |
|  |             |             |             |             |             |  |  | 8             | Philipp Kohlschreiber | Philipp Kohlschreiber | 6                     | 6                     |                       |     |              |               |               |               |              |  |
|  |             |             |             |             |             |  |  |               |                       |                       |                       |                       |                       |     |              |               |               |               |              |  |

### Sezione 3
|  | Primo turno          | Primo turno          | Primo turno          | Primo turno | Primo turno |  |  | Secondo turno | Secondo turno   | Secondo turno   | Secondo turno | Secondo turno |   |   | Ultimo turno | Ultimo turno  | Ultimo turno | Ultimo turno | Ultimo turno |  |
|  |                      |                      |                      |             |             |  |  |               |                 |                 |               |               |   |   |              |               |              |              |              |  |
|  |                      |                      |                      |             |             |  |  |               |                 |                 |               |               |   |   |              |               |              |              |              |  |
|  |                      |                      |                      |             |             |  |  | 3             | Ramón Delgado   | Ramón Delgado   | 6             | 6             |   |   |              |               |              |              |              |  |
|  | Nicolás Todero       | Nicolás Todero       | Nicolás Todero       | 6           | 6           |  |  |               | Nicolás Todero  | Nicolás Todero  | 3             | 2             |   |   |              |               |              |              |              |  |
|  | Benjamin-David Rufer | Benjamin-David Rufer | Benjamin-David Rufer | 1           | 4           |  |  |               |                 |                 |               |               |   |   | 3            | Ramón Delgado | 3            | 6            | 3            |  |
|  | Hugo Armando         | Hugo Armando         | Hugo Armando         | 6           | 6           |  |  |               |                 |                 | Hugo Armando  | 6             | 4 | 6 |              |               |              |              |              |  |
|  | Thomas Bieri         | Thomas Bieri         | Thomas Bieri         | 1           | 4           |  |  |               | Hugo Armando    | Hugo Armando    | 6             | 6             |   |   |              |               |              |              |              |  |
|  |                      |                      |                      |             |             |  |  | 6             | Andrea Gaudenzi | Andrea Gaudenzi | 2             | 2             |   |   |              |               |              |              |              |  |
|  |                      |                      |                      |             |             |  |  |               |                 |                 |               |               |   |   |              |               |              |              |              |  |

### Sezione 4
|  | Primo turno | Primo turno | Primo turno | Primo turno | Primo turno |  |  | Secondo turno | Secondo turno    | Secondo turno    | Secondo turno | Secondo turno |   |   | Ultimo turno | Ultimo turno | Ultimo turno | Ultimo turno | Ultimo turno |  |
|  |             |             |             |             |             |  |  |               |                  |                  |               |               |   |   |              |              |              |              |              |  |
|  |             |             |             |             |             |  |  |               |                  |                  |               |               |   |   |              |              |              |              |              |  |
|  |             |             |             |             |             |  |  | 4             | Marc López       | Marc López       | 7             | 7             |   |   |              |              |              |              |              |  |
|  |             |             |             |             |             |  |  |               | Denis Gremelmayr | Denis Gremelmayr | 5             | 5             |   |   |              |              |              |              |              |  |
|  |             |             |             |             |             |  |  |               |                  |                  |               |               |   |   | 4            | Marc López   | 63           | 7            | 6            |  |
|  |             |             |             |             |             |  |  |               |                  | 7                | Petr Luxa     | 7             | 5 | 1 |              |              |              |              |              |  |
|  |             |             |             |             |             |  |  |               | Sebastián Prieto | Sebastián Prieto | 1             | 64            |   |   |              |              |              |              |              |  |
|  |             |             |             |             |             |  |  | 7             | Petr Luxa        | Petr Luxa        | 6             | 7             |   |   |              |              |              |              |              |  |
|  |             |             |             |             |             |  |  |               |                  |                  |               |               |   |   |              |              |              |              |              |  |